# 24 Horas de Le Mans 2022
Las 24 Horas de Le Mans 2022 (oficialmente en francés FIA WEC 90º Edition des 24 Heures du Mans) fue la edición número 90.º del evento automovilístico de resistencia por excelencia que se realizó entre el 11 y 12 de junio de 2022 en el circuito de la Sarthe, Le Mans, Francia. El evento organizado por el Automobile Club de l'Ouest, fue la tercera cita de la temporada 2022 del Campeonato Mundial de Resistencia de la FIA.
En esta edición de la clásica francesa, el joven norteamericano Josh Pierson se convirtió en el piloto más joven en disputar las 24 Horas de Le Mans con 16 años y 117 días, superando el anterior récord que ostentaba Matt McMurry desde 2014, con 16 años y 202 días.
El chasis número 8 de Toyota Gazoo Racing comandado por Sébastien Buemi, Brendon Hartley y Ryō Hirakawa fue el vencedor de esta edición, seguido de sus compañeros Mike Conway, Kamui Kobayashi y José María López. Mientras que el Glickenhaus SCG 007 LMH número 709 comandado por Ryan Briscoe, Franck Mailleux y Richard Westbrook cerró el podio.
Con esta victoria, la quinta de forma consecutiva, el Toyota Gazoo Racing igualo las marcas de Porsche y Ferrari quienes también consiguierón cinco victorias consecutivas. Por su parte, el Glickenhaus Racing se convirtió en el primer equipo americano en subir al podio absoluto de Le Mans desde que el ADT Champion Racing terminará con sus dos coches primero y tercero en 2005. Además, la Scuderia Cameron Glickenhaus se convirtió en el primer constructor americano en subir al podio absoluto de Le Mans desde que el mitíco Ford GT40 Mk. I ganara la edición de 1969.

## Lista de participantes
| Icono | Categoría                          |
| ----- | ---------------------------------- |
| WEC   | Campeonato Mundial de Resistencia  |
| ELMS  | European Le Mans Series            |
| ALMS  | Asian Le Mans Series               |
| WTSC  | WeatherTech SportsCar Championship |
| 24LM  | Solamente 24 Horas de Le Mans      |
| Icono | Nota                               |
| HY    | Hybrid                             |
| P2    | LMP2                               |
| PA    | Copa LMP2 Pro-Am                   |

| N.º                         | Escudería                  | Chasis y motor             | Neu.                       | Categoría                  | Nota                       | Piloto 1                   | Piloto 2                   | Piloto 3                   |
| Hypercar (5 participantes)  | Hypercar (5 participantes) | Hypercar (5 participantes) | Hypercar (5 participantes) | Hypercar (5 participantes) | Hypercar (5 participantes) | Hypercar (5 participantes) | Hypercar (5 participantes) | Hypercar (5 participantes) |
| --------------------------- | -------------------------- | -------------------------- | -------------------------- | -------------------------- | -------------------------- | -------------------------- | -------------------------- | -------------------------- |
| 7                           | Toyota Gazoo Racing        | Toyota GR010 Hybrid        | M                          | WEC                        | HY                         | Mike Conway                | Kamui Kobayashi            | José María López           |
| 8                           | Toyota Gazoo Racing        | Toyota GR010 Hybrid        | M                          | WEC                        | HY                         | Sébastien Buemi            | Brendon Hartley            | Ryo Hirakawa               |
| 36                          | Alpine Elf Team            | Alpine A480-Gibson         | M                          | WEC                        |                            | Nicolas Lapierre           | André Negrão               | Matthieu Vaxivière         |
| 708                         | Glickenhaus Racing         | Glickenhaus SCG 007 LMH    | M                          | WEC                        |                            | Pipo Derani                | Romain Dumas               | Olivier Pla                |
| 709                         | Glickenhaus Racing         | Glickenhaus SCG 007 LMH    | M                          | 24LM                       |                            | Ryan Briscoe               | Franck Mailleux            | Richard Westbrook          |
| LMP2 (27 participantes)     |                            |                            |                            |                            |                            |                            |                            |                            |
| 1                           | Richard Mille Racing Team  | Oreca 07-Gibson            | G                          | WEC                        | P2                         | Charles Milesi             | Sébastien Ogier            | Lilou Wadoux               |
| 3                           | DKR Engineering            | Oreca 07-Gibson            | G                          | ELMS                       | PA                         | Alexandre Cougnaud         | Jean Glorieux              | Laurents Hörr              |
| 5                           | Team Penske                | Oreca 07-Gibson            | G                          | WEC                        | P2                         | Dane Cameron               | Emmanuel Collard           | Felipe Nasr                |
| 9                           | Prema Orlen Team           | Oreca 07-Gibson            | G                          | WEC                        | P2                         | Lorenzo Colombo            | Louis Delétraz             | Robert Kubica              |
| 10                          | Vector Sport               | Oreca 07-Gibson            | G                          | WEC                        | P2                         | Sébastien Bourdais         | Ryan Cullen                | Nico Müller                |
| 13                          | TDS Racing x Vaillante     | Oreca 07-Gibson            | G                          | ELMS                       | PA                         | Mathias Beche              | Tijmen van der Helm        | Nyck de Vries              |
| 22                          | United Autosports USA      | Oreca 07-Gibson            | G                          | WEC                        | P2                         | Filipe Albuquerque         | Philip Hanson              | Will Owen                  |
| 23                          | United Autosports USA      | Oreca 07-Gibson            | G                          | WEC                        | P2                         | Oliver Jarvis              | Alex Lynn                  | Josh Pierson               |
| 24                          | Nielsen Racing             | Oreca 07-Gibson            | G                          | ALMS                       | PA                         | Matt Bell                  | Ben Hanley                 | Rodrigo Sales              |
| 27                          | CD Sport                   | Ligier JS P217-Gibson      | G                          | ALMS                       | PA                         | Christophe Cresp           | Michael Jensen             | Steven Palette             |
| 28                          | Jota                       | Oreca 07-Gibson            | G                          | WEC                        | P2                         | Jonathan Aberdein          | Ed Jones                   | Oliver Rasmussen           |
| 30                          | Duqueine Team              | Oreca 07-Gibson            | G                          | ELMS                       | P2                         | Richard Bradley            | Reshad de Gerus            | Memo Rojas                 |
| 31                          | Team WRT                   | Oreca 07-Gibson            | G                          | WEC                        | P2                         | Robin Frijns               | Sean Gelael                | René Rast                  |
| 32                          | Team WRT                   | Oreca 07-Gibson            | G                          | 24LM                       | P2                         | Mirko Bortolotti           | Rolf Ineichen              | Dries Vanthoor             |
| 34                          | Inter Europol Competition  | Oreca 07-Gibson            | G                          | WEC                        | P2                         | Alex Brundle               | Esteban Gutiérrez          | Jakub Śmiechowski          |
| 35                          | Ultimate                   | Oreca 07-Gibson            | G                          | WEC                        | PA                         | François Heriau            | Jean-Baptiste Lahaye       | Matthieu Lahaye            |
| 37                          | Cool Racing                | Oreca 07-Gibson            | G                          | ELMS                       | P2                         | Niklas Krütten             | Ricky Taylor               | Ye Yifei                   |
| 38                          | Jota                       | Oreca 07-Gibson            | G                          | WEC                        | P2                         | António Félix da Costa     | Roberto González           | Will Stevens               |
| 40                          | Graff Racing               | Oreca 07-Gibson            | G                          | ELMS                       | PA                         | David Droux                | Sébastien Page             | Eric Trouillet             |
| 41                          | RealTeam by WRT            | Oreca 07-Gibson            | G                          | WEC                        | P2                         | Rui Andrade                | Ferdinand Habsburg         | Norman Nato                |
| 43                          | Inter Europol Competition  | Oreca 07-Gibson            | G                          | ELMS                       | P2                         | Pietro Fittipaldi          | David Heinemeier Hansson   | Fabio Scherer              |
| 44                          | ARC Bratislava             | Oreca 07-Gibson            | G                          | WEC                        | PA                         | Miroslav Konôpka           | Tristan Vautier            | Bent Viscaal               |
| 45                          | Algarve Pro Racing         | Oreca 07-Gibson            | G                          | WEC                        | PA                         | James Allen                | René Binder                | Steven Thomas              |
| 47                          | Algarve Pro Racing         | Oreca 07-Gibson            | G                          | ELMS                       | PA                         | Jack Aitken                | John Falb                  | Sophia Flörsch             |
| 48                          | IDEC Sport                 | Oreca 07-Gibson            | G                          | ELMS                       | P2                         | Paul-Loup Chatin           | Paul Lafargue              | Patrick Pilet              |
| 65                          | Panis Racing               | Oreca 07-Gibson            | G                          | ELMS                       | P2                         | Julien Canal               | Nico Jamin                 | Job van Uitert             |
| 83                          | AF Corse                   | Oreca 07-Gibson            | G                          | WEC                        | PA                         | Nicklas Nielsen            | François Perrodo           | Alessio Rovera             |
| LMGTE Pro (7 participantes) |                            |                            |                            |                            |                            |                            |                            |                            |
| 51                          | AF Corse                   | Ferrari 488 GTE Evo        | M                          | WEC                        |                            | James Calado               | Alessandro Pier Guidi      | Daniel Serra               |
| 52                          | AF Corse                   | Ferrari 488 GTE Evo        | M                          | WEC                        |                            | Antonio Fuoco              | Miguel Molina              | Davide Rigon               |
| 63                          | Corvette Racing            | Chevrolet Corvette C8.R    | M                          | WTSC                       |                            | Nicky Catsburg             | Antonio García             | Jordan Taylor              |
| 64                          | Corvette Racing            | Chevrolet Corvette C8.R    | M                          | WEC                        |                            | Tommy Milner               | Alexander Sims             | Nick Tandy                 |
| 74                          | Riley Motorsports          | Ferrari 488 GTE Evo        | M                          | WTSC                       |                            | Sam Bird                   | Felipe Fraga               | Shane van Gisbergen        |
| 91                          | Porsche GT Team            | Porsche 911 RSR-19         | M                          | WEC                        |                            | Gianmaria Bruni            | Richard Lietz              | Frédéric Makowiecki        |
| 92                          | Porsche GT Team            | Porsche 911 RSR-19         | M                          | WEC                        |                            | Michael Christensen        | Kévin Estre                | Laurens Vanthoor           |
| LMGTE Am (23 participantes) |                            |                            |                            |                            |                            |                            |                            |                            |
| 21                          | AF Corse                   | Ferrari 488 GTE Evo        | M                          | WEC                        |                            | Simon Mann                 | Christoph Ulrich           | Toni Vilander              |
| 33                          | TF Sport                   | Aston Martin Vantage AMR   | M                          | WEC                        |                            | Ben Keating                | Henrique Chaves            | Marco Sorensen             |
| 46                          | Team Project 1             | Porsche 911 RSR-19         | M                          | WEC                        |                            | Matteo Cairoli             | Nicolas Leutwiler          | Mikkel O. Pedersen         |
| 54                          | AF Corse                   | Ferrari 488 GTE Evo        | M                          | WEC                        |                            | Nick Cassidy               | Francesco Castellacci      | Thomas Flohr               |
| 55                          | Spirit of Race             | Ferrari 488 GTE Evo        | M                          | ELMS                       |                            | Duncan Cameron             | Matt Griffin               | David Perel                |
| 56                          | Team Project 1             | Porsche 911 RSR-19         | M                          | WEC                        |                            | Ben Barnicoat              | Brendan Iribe              | Ollie Millroy              |
| 57                          | Kessel Racing              | Ferrari 488 GTE Evo        | M                          | ELMS                       |                            | Mikkel Jensen              | Takeshi Kimura             | Frederik Schandorff        |
| 59                          | Inception Racing           | Ferrari 488 GTE Evo        | M                          | ALMS                       |                            | Marvin Klein               | Côme Ledogar               | Alexander West             |
| 60                          | Iron Lynx                  | Ferrari 488 GTE Evo        | M                          | WEC                        |                            | Alessandro Balzan          | Raffaele Giammaria         | Claudio Schiavoni          |
| 61                          | AF Corse                   | Ferrari 488 GTE Evo        | M                          | ALMS                       |                            | Vincent Abril              | Conrad Grunewald           | Louis Prette               |
| 66                          | JMW Motorsport             | Ferrari 488 GTE Evo        | M                          | ELMS                       |                            | Jason Hart                 | Mark Kvamme                | Renger van der Zande       |
| 71                          | Spirit of Race             | Ferrari 488 GTE Evo        | M                          | WEC                        |                            | Gabriel Aubry              | Franck Dezoteux            | Pierre Ragues              |
| 75                          | Iron Lynx                  | Ferrari 488 GTE Evo        | M                          | 24LM                       |                            | Pierre Ehret               | Christian Hook             | Nicolás Varrone            |
| 77                          | Dempsey-Proton Racing      | Porsche 911 RSR-19         | M                          | WEC                        |                            | Sebastian Priaulx          | Christian Ried             | Harry Tincknell            |
| 79                          | WeatherTech Racing         | Porsche 911 RSR-19         | M                          | WTSC                       |                            | Julien Andlauer            | Gianluca Giraudi           | Cooper MacNeil             |
| 80                          | Iron Lynx                  | Ferrari 488 GTE Evo        | M                          | ELMS                       |                            | Matteo Cressoni            | Giancarlo Fisichella       | Richard Heistand           |
| 85                          | Iron Dames                 | Ferrari 488 GTE Evo        | M                          | WEC                        |                            | Sarah Bovy                 | Rahel Frey                 | Michelle Gatting           |
| 86                          | GR Racing                  | Porsche 911 RSR-19         | M                          | WEC                        |                            | Ben Barker                 | Ricardo Pera               | Michael Wainwright         |
| 88                          | Dempsey-Proton Racing      | Porsche 911 RSR-19         | M                          | WEC                        |                            | Jan Heylen                 | Patrick Lindsey            | Fred Poordad               |
| 93                          | Proton Competition         | Porsche 911 RSR-19         | M                          | ELMS                       |                            | Matt Campbell              | Michael Fassbender         | Zacharie Robichon          |
| 98                          | Northwest AMR              | Aston Martin Vantage AMR   | M                          | WEC                        |                            | Paul Dalla Lana            | David Pittard              | Nicki Thiim                |
| 99                          | Hardpoint Motorsport       | Porsche 911 RSR-19         | M                          | ELMS                       |                            | Andrew Haryanto            | Alessio Picariello         | Martin Rump                |
| 777                         | D'station Racing           | Aston Martin Vantage AMR   | M                          | WEC                        |                            | Charlie Fagg               | Tomonobu Fujii             | Satoshi Hoshino            |
| Fuentes:                    |                            |                            |                            |                            |                            |                            |                            |                            |

### Pilotos reserva
| Reserva  | Clase  | N.º | Escudería         | Chasis y motor           | Neu. | Categoría | Nota | Piloto 1        | Piloto 2        | Piloto 3       |
| -------- | ------ | --- | ----------------- | ------------------------ | ---- | --------- | ---- | --------------- | --------------- | -------------- |
| 1.º      | LMP2   | 49  | High Class Racing | Oreca 07-Gibson          | G    | 24LM      | PA   | Jan Magnussen   | Kevin Magnussen | Mark Patterson |
| 2.º      | GTE Am | 488 | Rinaldi Racing    | Ferrari 488 GTE Evo      | M    | ELMS      |      | Pierre Ehret    | Bandera de ?    | Bandera de ?   |
| 3.º      | GTE Am | 95  | TF Sport          | Aston Martin Vantage AMR | M    | ELMS      |      | John Hartshorne | Bandera de ?    | Bandera de ?   |
| Fuentes: |        |     |                   |                          |      |           |      |                 |                 |                |

## Clasificación
Las pole positions de cada clase están marcadas en negrita.
| Pos. | Clase     | N.º | Escudería                 | Clasificación | Hiperpole | Grilla |
| ---- | --------- | --- | ------------------------- | ------------- | --------- | ------ |
| 1    | Hypercar  | 8   | Toyota Gazoo Racing       | 3:40.842      | 3:24.408  | 1      |
| 2    | Hypercar  | 7   | Toyota Gazoo Racing       | 3:27.247      | 3:24.828  | 2      |
| 3    | Hypercar  | 36  | Alpine Elf Team           | 3:29.656      | 3:24.850  | 3      |
| 4    | Hypercar  | 709 | Glickenhaus Racing        | 3:27.978      | 3:25.841  | 4      |
| 5    | Hypercar  | 708 | Glickenhaus Racing        | 3:27.355      | 3:26.359  | 5      |
| 6    | LMP2      | 31  | Team WRT                  | 3:29.898      | 3:28.394  | 6      |
| 7    | LMP2      | 22  | United Autosports USA     | 3:30.639      | 3:30.070  | 7      |
| 8    | LMP2      | 38  | JOTA                      | 3:30.124      | 3:30.373  | 8      |
| 9    | LMP2      | 41  | RealTeam by WRT           | 3:30.440      | 3:30.522  | 9      |
| 10   | LMP2      | 9   | Prema Orlen Team          | 3:30.651      | 3:31.115  | 10     |
| 11   | LMP2      | 23  | United Autosports USA     | 3:30.568      | 3:31.596  | 11     |
| 12   | LMP2      | 1   | Richard Mille Racing Team | 3:31.368      |           | 12     |
| 13   | LMP2      | 65  | Panis Racing              | 3:31.382      |           | 13     |
| 14   | LMP2      | 5   | Team Penske               | 3:31.462      |           | 14     |
| 15   | LMP2      | 32  | Team WRT                  | 3:31.808      |           | 15     |
| 16   | LMP2      | 30  | Duqueine Team             | 3:32.000      |           | 16     |
| 17   | LMP2      | 37  | Cool Racing               | 3:32.008      |           | 17     |
| 18   | LMP2      | 28  | Jota                      | 3:32.138      |           | 18     |
| 19   | LMP2      | 48  | IDEC Sport                | 3:32.285      |           | 19     |
| 20   | LMP2      | 34  | Inter Europol Competition | 3:32.549      |           | 20     |
| 21   | LMP2      | 24  | Nielsen Racing            | 3:32.956      |           | 21     |
| 22   | LMP2      | 35  | Ultimate                  | 3:33.463      |           | 22     |
| 23   | LMP2      | 44  | ARC Bratislava            | 3:33.480      |           | 23     |
| 24   | LMP2      | 39  | Graff Racing              | 3:33.483      |           | 24     |
| 25   | LMP2      | 3   | DKR Engineering           | 3:34.524      |           | 25     |
| 26   | LMP2      | 47  | Algarve Pro Racing        | 3:36.371      |           | 26     |
| 27   | LMP2      | 83  | AF Corse                  | 3:36.548      |           | 27     |
| 28   | LMP2      | 27  | CD Sport                  | 3:38.136      |           | 28     |
| 29   | LMP2      | 43  | Inter Europol Competition | 3:38.491      |           | 29     |
| 30   | LMGTE Pro | 64  | Corvette Racing           | 3:51.491      | 3:49.985  | 30     |
| 31   | LMGTE Pro | 63  | Corvette Racing           | 3:51.132      | 3:50.177  | 31     |
| 32   | LMGTE Pro | 91  | Porsche GT Team           | 3:51.382      | 3:50.377  | 32     |
| 33   | LMGTE Pro | 92  | Porsche GT Team           | 3:50.999      | 3:50.522  | 33     |
| 34   | LMGTE Pro | 52  | AF Corse                  | 3:51.614      | 3:51.779  | 34     |
| 35   | LMGTE Pro | 51  | AF Corse                  | 3:51.502      | 3:51.816  | 35     |
| 36   | LMGTE Am  | 61  | AF Corse                  | 3:54.316      | 3:52.594  | 36     |
| 37   | LMGTE Am  | 57  | Kessel Racing             | 3:53.489      | 3:52.751  | 37     |
| 38   | LMGTE Am  | 77  | Dempsey-Proton Racing     | 3:54.224      | 3:53.006  | 38     |
| 39   | LMGTE Am  | 98  | Northwest AMR             | 3:52.559      | 3:53.578  | 39     |
| 40   | LMGTE Am  | 54  | AF Corse                  | 3:53.690      | 3:53.757  | 40     |
| 41   | LMGTE Am  | 85  | Iron Dames                | 3:54.081      | 3:53.869  | 41     |
| 42   | LMGTE Am  | 86  | GR Racing                 | 3:54.323      |           | 42     |
| 43   | LMGTE Am  | 56  | Team Project 1            | 3:54.510      |           | 43     |
| 44   | LMGTE Am  | 46  | Team Project 1            | 3:54.533      |           | 44     |
| 45   | LMGTE Am  | 79  | WeatherTech Racing        | 3:54.912      |           | 45     |
| 46   | LMGTE Am  | 99  | Hardpoint Motorsport      | 3:55.076      |           | 46     |
| 47   | LMGTE Am  | 59  | Inception Racing          | 3:55.162      |           | 47     |
| 48   | LMGTE Am  | 21  | AF Corse                  | 3:55.308      |           | 48     |
| 49   | LMGTE Am  | 55  | Spirit of Race            | 3:55.617      |           | 49     |
| 50   | LMGTE Am  | 75  | Iron Lynx                 | 3:55.672      |           | 50     |
| 51   | LMGTE Am  | 66  | JMW Motorsport            | 3:56.008      |           | 51     |
| 52   | LMGTE Am  | 777 | D'station Racing          | 3:56.437      |           | 52     |
| 53   | LMGTE Am  | 88  | Dempsey-Proton Racing     | 3:56.516      |           | 53     |
| 54   | LMGTE Am  | 33  | TF Sport                  | 3:57.044      |           | 54     |
| 55   | LMGTE Pro | 74  | Riley Motorsports         | 4:03.311      |           | 55     |
| 56   | LMGTE Am  | 60  | Iron Lynx                 | 4:05.633      |           | 56     |
| 57   | LMGTE Am  | 93  | Proton Competition        | 4:07.907      |           | 57     |
| 58   | LMGTE Am  | 80  | Iron Lynx                 | 4:23.223      |           | 58     |
| -    | LMP2      | 10  | Vector Sport              | Sin tiempo    |           | 59     |
| -    | LMP2      | 13  | TDS Racing x Vaillante    | Sin tiempo    |           | 60     |
| -    | LMP2      | 45  | Algarve Pro Racing        | Sin tiempo    |           | 61     |
| -    | LMGTE Am  | 71  | Spirit of Race            | Sin tiempo    |           | 62     |

Fuente: FIA WEC.

## Carrera
El número mínimo de vueltas para entrar en la clasificación (70% de la distancia de carrera del coche ganador de la general) fue de 266 vueltas. Los ganadores de cada clase se indican en negrita
| Pos | Clase       | N.º | Equipo                    | Pilotos                                                  | Chasis                        | Neu. | Vueltas | Tiempo/Retirado   |
| Pos | Clase       | N.º | Equipo                    | Pilotos                                                  | Motor                         | Neu. | Vueltas | Tiempo/Retirado   |
| --- | ----------- | --- | ------------------------- | -------------------------------------------------------- | ----------------------------- | ---- | ------- | ----------------- |
| 1   | Hypercar    | 8   | Toyota Gazoo Racing       | Sébastien Buemi Brendon Hartley Ryō Hirakawa             | Toyota GR010 Hybrid           | M    | 380     | 24:02:07.996      |
| 1   | Hypercar    | 8   | Toyota Gazoo Racing       | Sébastien Buemi Brendon Hartley Ryō Hirakawa             | Toyota 3.5 L Turbo V6         | M    | 380     | 24:02:07.996      |
| 2   | Hypercar    | 7   | Toyota Gazoo Racing       | Mike Conway Kamui Kobayashi José María López             | Toyota GR010 Hybrid           | M    | 380     | +2:01.222         |
| 2   | Hypercar    | 7   | Toyota Gazoo Racing       | Mike Conway Kamui Kobayashi José María López             | Toyota 3.5 L Turbo V6         | M    | 380     | +2:01.222         |
| 3   | Hypercar    | 709 | Glickenhaus Racing        | Ryan Briscoe Franck Mailleux Richard Westbrook           | Glickenhaus SCG 007 LMH       | M    | 375     | +5 vueltas        |
| 3   | Hypercar    | 709 | Glickenhaus Racing        | Ryan Briscoe Franck Mailleux Richard Westbrook           | Glickenhaus 3.5 L Turbo V8    | M    | 375     | +5 vueltas        |
| 4   | Hypercar    | 708 | Glickenhaus Racing        | Romain Dumas Olivier Pla Pipo Derani                     | Glickenhaus SCG 007 LMH       | M    | 370     | +10 vueltas       |
| 4   | Hypercar    | 708 | Glickenhaus Racing        | Romain Dumas Olivier Pla Pipo Derani                     | Glickenhaus 3.5 L Turbo V8    | M    | 370     | +10 vueltas       |
| 5   | LMP2        | 38  | Jota                      | António Félix da Costa Roberto González Will Stevens     | Oreca 07                      | G    | 369     | +11 vueltas       |
| 5   | LMP2        | 38  | Jota                      | António Félix da Costa Roberto González Will Stevens     | Gibson GK428 4.2 L V8         | G    | 369     | +11 vueltas       |
| 6   | LMP2        | 9   | Prema Orlen Team          | Lorenzo Colombo Louis Delétraz Robert Kubica             | Oreca 07                      | G    | 369     | +11 vueltas       |
| 6   | LMP2        | 9   | Prema Orlen Team          | Lorenzo Colombo Louis Delétraz Robert Kubica             | Gibson GK428 4.2 L V8         | G    | 369     | +11 vueltas       |
| 7   | LMP2        | 28  | Jota                      | Jonathan Aberdein Ed Jones Oliver Rasmussen              | Oreca 07                      | G    | 368     | +12 vueltas       |
| 7   | LMP2        | 28  | Jota                      | Jonathan Aberdein Ed Jones Oliver Rasmussen              | Gibson GK428 4.2 L V8         | G    | 368     | +12 vueltas       |
| 8   | LMP2        | 13  | TDS Racing x Vaillante    | Nyck de Vries Mathias Beche Tijmen van der Helm          | Oreca 07                      | G    | 368     | +12 vueltas       |
| 8   | LMP2        | 13  | TDS Racing x Vaillante    | Nyck de Vries Mathias Beche Tijmen van der Helm          | Gibson GK428 4.2 L V8         | G    | 368     | +12 vueltas       |
| 9   | LMP2        | 5   | Team Penske               | Dane Cameron Emmanuel Collard Felipe Nasr                | Oreca 07                      | G    | 368     | +12 vueltas       |
| 9   | LMP2        | 5   | Team Penske               | Dane Cameron Emmanuel Collard Felipe Nasr                | Gibson GK428 4.2 L V8         | G    | 368     | +12 vueltas       |
| 10  | LMP2        | 23  | United Autosports USA     | Oliver Jarvis Josh Pierson Alex Lynn                     | Oreca 07                      | G    | 368     | +12 vueltas       |
| 10  | LMP2        | 23  | United Autosports USA     | Oliver Jarvis Josh Pierson Alex Lynn                     | Gibson GK428 4.2 L V8         | G    | 368     | +12 vueltas       |
| 11  | LMP2        | 37  | Cool Racing               | Ye Yifei Ricky Taylor Niklas Krütten                     | Oreca 07                      | G    | 367     | +13 vueltas       |
| 11  | LMP2        | 37  | Cool Racing               | Ye Yifei Ricky Taylor Niklas Krütten                     | Gibson GK428 4.2 L V8         | G    | 367     | +13 vueltas       |
| 12  | LMP2        | 48  | IDEC Sport                | Paul Lafargue Paul-Loup Chatin Patrick Pilet             | Oreca 07                      | G    | 366     | +14 vueltas       |
| 12  | LMP2        | 48  | IDEC Sport                | Paul Lafargue Paul-Loup Chatin Patrick Pilet             | Gibson GK428 4.2 L V8         | G    | 366     | +14 vueltas       |
| 13  | LMP2        | 1   | Richard Mille Racing Team | Charles Milesi Sébastien Ogier Lilou Wadoux              | Oreca 07                      | G    | 366     | +14 vueltas       |
| 13  | LMP2        | 1   | Richard Mille Racing Team | Charles Milesi Sébastien Ogier Lilou Wadoux              | Gibson GK428 4.2 L V8         | G    | 366     | +14 vueltas       |
| 14  | LMP2        | 22  | United Autosports USA     | Filipe Albuquerque Philip Hanson Will Owen               | Oreca 07                      | G    | 366     | +14 vueltas       |
| 14  | LMP2        | 22  | United Autosports USA     | Filipe Albuquerque Philip Hanson Will Owen               | Gibson GK428 4.2 L V8         | G    | 366     | +14 vueltas       |
| 15  | LMP2        | 32  | Team WRT                  | Rolf Ineichen Mirko Bortolotti Dries Vanthoor            | Oreca 07                      | G    | 366     | +14 vueltas       |
| 15  | LMP2        | 32  | Team WRT                  | Rolf Ineichen Mirko Bortolotti Dries Vanthoor            | Gibson GK428 4.2 L V8         | G    | 366     | +14 vueltas       |
| 16  | LMP2        | 65  | Panis Racing              | Julien Canal Nico Jamin Job van Uitert                   | Oreca 07                      | G    | 366     | +14 vueltas       |
| 16  | LMP2        | 65  | Panis Racing              | Julien Canal Nico Jamin Job van Uitert                   | Gibson GK428 4.2 L V8         | G    | 366     | +14 vueltas       |
| 17  | LMP2        | 34  | Inter Europol Competition | Esteban Gutiérrez Jakub Śmiechowski Alex Brundle         | Oreca 07                      | G    | 365     | +15 vueltas       |
| 17  | LMP2        | 34  | Inter Europol Competition | Esteban Gutiérrez Jakub Śmiechowski Alex Brundle         | Gibson GK428 4.2 L V8         | G    | 365     | +15 vueltas       |
| 18  | LMP2        | 43  | Inter Europol Competition | David Heinemeier Hansson Fabio Scherer Pietro Fittipaldi | Oreca 07                      | G    | 364     | +16 vueltas       |
| 18  | LMP2        | 43  | Inter Europol Competition | David Heinemeier Hansson Fabio Scherer Pietro Fittipaldi | Gibson GK428 4.2 L V8         | G    | 364     | +16 vueltas       |
| 19  | LMP2 Pro-Am | 45  | Algarve Pro Racing        | James Allen René Binder Steven Thomas                    | Oreca 07                      | G    | 363     | +17 vueltas       |
| 19  | LMP2 Pro-Am | 45  | Algarve Pro Racing        | James Allen René Binder Steven Thomas                    | Gibson GK428 4.2 L V8         | G    | 363     | +17 vueltas       |
| 20  | LMP2 Pro-Am | 24  | Nielsen Racing            | Rodrigo Sales Matt Bell Ben Hanley                       | Oreca 07                      | G    | 362     | +18 vueltas       |
| 20  | LMP2 Pro-Am | 24  | Nielsen Racing            | Rodrigo Sales Matt Bell Ben Hanley                       | Gibson GK428 4.2 L V8         | G    | 362     | +18 vueltas       |
| 21  | LMP2        | 41  | RealTeam by WRT           | Rui Andrade Ferdinand Habsburg Norman Nato               | Oreca 07                      | G    | 362     | +18 vueltas       |
| 21  | LMP2        | 41  | RealTeam by WRT           | Rui Andrade Ferdinand Habsburg Norman Nato               | Gibson GK428 4.2 L V8         | G    | 362     | +18 vueltas       |
| 22  | LMP2 Pro-Am | 3   | DKR Engineering           | Laurents Hörr Jean Glorieux Alexandre Cougnaud           | Oreca 07                      | G    | 362     | +18 vueltas       |
| 22  | LMP2 Pro-Am | 3   | DKR Engineering           | Laurents Hörr Jean Glorieux Alexandre Cougnaud           | Gibson GK428 4.2 L V8         | G    | 362     | +18 vueltas       |
| 23  | Hypercar    | 36  | Alpine Elf Team           | Nicolas Lapierre André Negrão Matthieu Vaxivière         | Alpine A480                   | M    | 362     | +18 vueltas       |
| 23  | Hypercar    | 36  | Alpine Elf Team           | Nicolas Lapierre André Negrão Matthieu Vaxivière         | Gibson GL458 4.5 L V8         | M    | 362     | +18 vueltas       |
| 24  | LMP2 Pro-Am | 83  | AF Corse                  | Nicklas Nielsen François Perrodo Alessio Rovera          | Oreca 07                      | G    | 361     | +19 vueltas       |
| 24  | LMP2 Pro-Am | 83  | AF Corse                  | Nicklas Nielsen François Perrodo Alessio Rovera          | Gibson GK428 4.2 L V8         | G    | 361     | +19 vueltas       |
| 25  | LMP2 Pro-Am | 47  | Algarve Pro Racing        | Sophia Flörsch John Falb Jack Aitken                     | Oreca 07                      | G    | 361     | +19 vueltas       |
| 25  | LMP2 Pro-Am | 47  | Algarve Pro Racing        | Sophia Flörsch John Falb Jack Aitken                     | Gibson GK428 4.2 L V8         | G    | 361     | +19 vueltas       |
| 26  | LMP2 Pro-Am | 44  | ARC Bratislava            | Miroslav Konôpka Tristan Vautier Bent Viscaal            | Oreca 07                      | G    | 360     | +20 vueltas       |
| 26  | LMP2 Pro-Am | 44  | ARC Bratislava            | Miroslav Konôpka Tristan Vautier Bent Viscaal            | Gibson GK428 4.2 L V8         | G    | 360     | +20 vueltas       |
| 27  | LMP2        | 10  | Vector Sport              | Ryan Cullen Nico Müller Sébastien Bourdais               | Oreca 07                      | G    | 357     | +23 vueltas       |
| 27  | LMP2        | 10  | Vector Sport              | Ryan Cullen Nico Müller Sébastien Bourdais               | Gibson GK428 4.2 L V8         | G    | 357     | +23 vueltas       |
| 28  | LMGTE Pro   | 91  | Porsche GT Team           | Gianmaria Bruni Richard Lietz Frédéric Makowiecki        | Porsche 911 RSR-19            | M    | 350     | +30 vueltas       |
| 28  | LMGTE Pro   | 91  | Porsche GT Team           | Gianmaria Bruni Richard Lietz Frédéric Makowiecki        | Porsche 4.2 L Flat-6          | M    | 350     | +30 vueltas       |
| 29  | LMGTE Pro   | 51  | AF Corse                  | James Calado Alessandro Pier Guidi Daniel Serra          | Ferrari 488 GTE Evo           | M    | 350     | +30 vueltas       |
| 29  | LMGTE Pro   | 51  | AF Corse                  | James Calado Alessandro Pier Guidi Daniel Serra          | Ferrari F154CB 3.9 L Turbo V8 | M    | 350     | +30 vueltas       |
| 30  | LMGTE Pro   | 52  | AF Corse                  | Antonio Fuoco Miguel Molina Davide Rigon                 | Ferrari 488 GTE Evo           | M    | 349     | +31 vueltas       |
| 30  | LMGTE Pro   | 52  | AF Corse                  | Antonio Fuoco Miguel Molina Davide Rigon                 | Ferrari F154CB 3.9 L Turbo V8 | M    | 349     | +31 vueltas       |
| 31  | LMGTE Pro   | 92  | Porsche GT Team           | Michael Christensen Kévin Estre Laurens Vanthoor         | Porsche 911 RSR-19            | M    | 348     | +32 vueltas       |
| 31  | LMGTE Pro   | 92  | Porsche GT Team           | Michael Christensen Kévin Estre Laurens Vanthoor         | Porsche 4.2 L Flat-6          | M    | 348     | +32 vueltas       |
| 32  | LMGTE Pro   | 74  | Riley Motorsports         | Sam Bird Felipe Fraga Shane van Gisbergen                | Ferrari 488 GTE Evo           | M    | 347     | +33 vueltas       |
| 32  | LMGTE Pro   | 74  | Riley Motorsports         | Sam Bird Felipe Fraga Shane van Gisbergen                | Ferrari F154CB 3.9 L Turbo V8 | M    | 347     | +33 vueltas       |
| 33  | LMP2 Pro-Am | 39  | Graff Racing              | Eric Trouillet Sébastien Page David Droux                | Oreca 07                      | G    | 344     | +36 vueltas       |
| 33  | LMP2 Pro-Am | 39  | Graff Racing              | Eric Trouillet Sébastien Page David Droux                | Gibson GK428 4.2 L V8         | G    | 344     | +36 vueltas       |
| 34  | LMGTE Am    | 33  | TF Sport                  | Ben Keating Marco Sørensen Henrique Chaves               | Aston Martin Vantage AMR      | M    | 343     | +37 vueltas       |
| 34  | LMGTE Am    | 33  | TF Sport                  | Ben Keating Marco Sørensen Henrique Chaves               | Aston Martin 4.0 L Turbo V8   | M    | 343     | +37 vueltas       |
| 35  | LMGTE Am    | 79  | WeatherTech Racing        | Cooper MacNeil Julien Andlauer Gianluca Giraudi          | Porsche 911 RSR-19            | M    | 343     | +37 vueltas       |
| 35  | LMGTE Am    | 79  | WeatherTech Racing        | Cooper MacNeil Julien Andlauer Gianluca Giraudi          | Porsche 4.2 L Flat-6          | M    | 343     | +37 vueltas       |
| 36  | LMGTE Am    | 98  | Northwest AMR             | Paul Dalla Lana Nicki Thiim David Pittard                | Aston Martin Vantage AMR      | M    | 342     | +38 vueltas       |
| 36  | LMGTE Am    | 98  | Northwest AMR             | Paul Dalla Lana Nicki Thiim David Pittard                | Aston Martin 4.0 L Turbo V8   | M    | 342     | +38 vueltas       |
| 37  | LMGTE Am    | 86  | GR Racing                 | Ben Barker Riccardo Pera Michael Wainwright              | Porsche 911 RSR-19            | M    | 340     | +40 vueltas       |
| 37  | LMGTE Am    | 86  | GR Racing                 | Ben Barker Riccardo Pera Michael Wainwright              | Porsche 4.2 L Flat-6          | M    | 340     | +40 vueltas       |
| 38  | LMGTE Am    | 88  | Dempsey-Proton Racing     | Fred Poordad Maxwell Root Jan Heylen                     | Porsche 911 RSR-19            | M    | 340     | +40 vueltas       |
| 38  | LMGTE Am    | 88  | Dempsey-Proton Racing     | Fred Poordad Maxwell Root Jan Heylen                     | Porsche 4.2 L Flat-6          | M    | 340     | +40 vueltas       |
| 39  | LMGTE Am    | 54  | AF Corse                  | Nick Cassidy Francesco Castellacci Thomas Flohr          | Ferrari 488 GTE Evo           | M    | 340     | +40 vueltas       |
| 39  | LMGTE Am    | 54  | AF Corse                  | Nick Cassidy Francesco Castellacci Thomas Flohr          | Ferrari F154CB 3.9 L Turbo V8 | M    | 340     | +40 vueltas       |
| 40  | LMGTE Am    | 85  | Iron Dames                | Sarah Bovy Rahel Frey Michelle Gatting                   | Ferrari 488 GTE Evo           | M    | 339     | +41 vueltas       |
| 40  | LMGTE Am    | 85  | Iron Dames                | Sarah Bovy Rahel Frey Michelle Gatting                   | Ferrari F154CB 3.9 L Turbo V8 | M    | 339     | +41 vueltas       |
| 41  | LMGTE Am    | 21  | AF Corse                  | Simon Mann Christoph Ulrich Toni Vilander                | Ferrari 488 GTE Evo           | M    | 339     | +41 vueltas       |
| 41  | LMGTE Am    | 21  | AF Corse                  | Simon Mann Christoph Ulrich Toni Vilander                | Ferrari F154CB 3.9 L Turbo V8 | M    | 339     | +41 vueltas       |
| 42  | LMGTE Am    | 61  | AF Corse                  | Louis Prette Conrad Grunewald Vincent Abril              | Ferrari 488 GTE Evo           | M    | 339     | +41 vueltas       |
| 42  | LMGTE Am    | 61  | AF Corse                  | Louis Prette Conrad Grunewald Vincent Abril              | Ferrari F154CB 3.9 L Turbo V8 | M    | 339     | +41 vueltas       |
| 43  | LMGTE Am    | 55  | Spirit of Race            | Duncan Cameron Matt Griffin David Perel                  | Ferrari 488 GTE Evo           | M    | 339     | +41 vueltas       |
| 43  | LMGTE Am    | 55  | Spirit of Race            | Duncan Cameron Matt Griffin David Perel                  | Ferrari F154CB 3.9 L Turbo V8 | M    | 339     | +41 vueltas       |
| 44  | LMGTE Am    | 99  | Hardpoint Motorsport      | Andrew Haryanto Martin Rump Alessio Picariello           | Porsche 911 RSR-19            | M    | 338     | +42 vueltas       |
| 44  | LMGTE Am    | 99  | Hardpoint Motorsport      | Andrew Haryanto Martin Rump Alessio Picariello           | Porsche 4.2 L Flat-6          | M    | 338     | +42 vueltas       |
| 45  | LMGTE Am    | 57  | Kessel Racing             | Mikkel Jensen Frederik Schandorff Takeshi Kimura         | Ferrari 488 GTE Evo           | M    | 336     | +44 vueltas       |
| 45  | LMGTE Am    | 57  | Kessel Racing             | Mikkel Jensen Frederik Schandorff Takeshi Kimura         | Ferrari F154CB 3.9 L Turbo V8 | M    | 336     | +44 vueltas       |
| 46  | LMGTE Am    | 80  | Iron Lynx                 | Matteo Cressoni Giancarlo Fisichella Richard Heistand    | Ferrari 488 GTE Evo           | M    | 336     | +44 vueltas       |
| 46  | LMGTE Am    | 80  | Iron Lynx                 | Matteo Cressoni Giancarlo Fisichella Richard Heistand    | Ferrari F154CB 3.9 L Turbo V8 | M    | 336     | +44 vueltas       |
| 47  | LMGTE Am    | 77  | Dempsey-Proton Racing     | Sebastian Priaulx Christian Ried Harry Tincknell         | Porsche 911 RSR-19            | M    | 336     | +44 vueltas       |
| 47  | LMGTE Am    | 77  | Dempsey-Proton Racing     | Sebastian Priaulx Christian Ried Harry Tincknell         | Porsche 4.2 L Flat-6          | M    | 336     | +44 vueltas       |
| 48  | LMP2 Pro-Am | 35  | Ultimate                  | François Heriau Jean-Baptiste Lahaye Matthieu Lahaye     | Oreca 07                      | G    | 335     | +45 vueltas       |
| 48  | LMP2 Pro-Am | 35  | Ultimate                  | François Heriau Jean-Baptiste Lahaye Matthieu Lahaye     | Gibson GK428 4.2 L V8         | G    | 335     | +45 vueltas       |
| 49  | LMP2 Pro-Am | 27  | CD Sport                  | Christophe Cresp Michael Jensen Steven Palette           | Ligier JS P217                | G    | 333     | +47 vueltas       |
| 49  | LMP2 Pro-Am | 27  | CD Sport                  | Christophe Cresp Michael Jensen Steven Palette           | Gibson GK428 4.2 L V8         | G    | 333     | +47 vueltas       |
| 50  | LMGTE Am    | 66  | JMW Motorsport            | Renger van der Zande Mark Kvamme Jason Hart              | Ferrari 488 GTE Evo           | M    | 331     | +49 vueltas       |
| 50  | LMGTE Am    | 66  | JMW Motorsport            | Renger van der Zande Mark Kvamme Jason Hart              | Ferrari F154CB 3.9 L Turbo V8 | M    | 331     | +49 vueltas       |
| 51  | LMGTE Am    | 93  | Proton Competition        | Michael Fassbender Matt Campbell Zacharie Robichon       | Porsche 911 RSR-19            | M    | 329     | +51 vueltas       |
| 51  | LMGTE Am    | 93  | Proton Competition        | Michael Fassbender Matt Campbell Zacharie Robichon       | Porsche 4.2 L Flat-6          | M    | 329     | +51 vueltas       |
| 52  | LMP2        | 30  | Duqueine Team             | Richard Bradley Memo Rojas Reshad de Gerus               | Oreca 07                      | G    | 326     | +54 vueltas       |
| 52  | LMP2        | 30  | Duqueine Team             | Richard Bradley Memo Rojas Reshad de Gerus               | Gibson GK428 4.2 L V8         | G    | 326     | +54 vueltas       |
| 53  | LMGTE Am    | 75  | Iron Lynx                 | Pierre Ehret Christian Hook Nicolás Varrone              | Ferrari 488 GTE Evo           | M    | 324     | +56 vueltas       |
| 53  | LMGTE Am    | 75  | Iron Lynx                 | Pierre Ehret Christian Hook Nicolás Varrone              | Ferrari F154CB 3.9 L Turbo V8 | M    | 324     | +56 vueltas       |
| NC  | LMGTE Am    | 60  | Iron Lynx                 | Claudio Schiavoni Alessandro Balzan Raffaele Giammaria   | Ferrari 488 GTE Evo           | M    | 289     | No clasificado    |
| NC  | LMGTE Am    | 60  | Iron Lynx                 | Claudio Schiavoni Alessandro Balzan Raffaele Giammaria   | Ferrari F154CB 3.9 L Turbo V8 | M    | 289     | No clasificado    |
| Ret | LMP2        | 31  | Team WRT                  | Robin Frijns Sean Gelael René Rast                       | Oreca 07                      | G    | 285     | Accidente         |
| Ret | LMP2        | 31  | Team WRT                  | Robin Frijns Sean Gelael René Rast                       | Gibson GK428 4.2 L V8         | G    | 285     | Accidente         |
| Ret | LMGTE Pro   | 64  | Corvette Racing           | Tommy Milner Nick Tandy Alexander Sims                   | Chevrolet Corvette C8.R       | M    | 260     | Accidente         |
| Ret | LMGTE Pro   | 64  | Corvette Racing           | Tommy Milner Nick Tandy Alexander Sims                   | Chevrolet 5.5 L V8            | M    | 260     | Accidente         |
| Ret | LMGTE Am    | 56  | Team Project 1            | Ben Barnicoat Brendan Iribe Ollie Millroy                | Porsche 911 RSR-19            | M    | 241     | Accidente         |
| Ret | LMGTE Am    | 56  | Team Project 1            | Ben Barnicoat Brendan Iribe Ollie Millroy                | Porsche 4.2 L Flat-6          | M    | 241     | Accidente         |
| Ret | LMGTE Pro   | 63  | Corvette Racing           | Antonio García Jordan Taylor Nicky Catsburg              | Chevrolet Corvette C8.R       | M    | 214     | Suspensión        |
| Ret | LMGTE Pro   | 63  | Corvette Racing           | Antonio García Jordan Taylor Nicky Catsburg              | Chevrolet 5.5 L V8            | M    | 214     | Suspensión        |
| Ret | LMGTE Am    | 59  | Inception Racing          | Alexander West Côme Ledogar Marvin Klein                 | Ferrari 488 GTE Evo           | M    | 190     | Motor             |
| Ret | LMGTE Am    | 59  | Inception Racing          | Alexander West Côme Ledogar Marvin Klein                 | Ferrari F154CB 3.9 L Turbo V8 | M    | 190     | Motor             |
| Ret | LMGTE Am    | 71  | Spirit of Race            | Gabriel Aubry Franck Dezoteux Pierre Ragues              | Ferrari 488 GTE Evo           | M    | 127     | Motor             |
| Ret | LMGTE Am    | 71  | Spirit of Race            | Gabriel Aubry Franck Dezoteux Pierre Ragues              | Ferrari F154CB 3.9 L Turbo V8 | M    | 127     | Motor             |
| Ret | LMGTE Am    | 777 | D'Station Racing          | Charlie Fagg Tomonobu Fujii Satoshi Hoshino              | Aston Martin Vantage AMR      | M    | 112     | Daño de chasis    |
| Ret | LMGTE Am    | 777 | D'Station Racing          | Charlie Fagg Tomonobu Fujii Satoshi Hoshino              | Aston Martin 4.0 L Turbo V8   | M    | 112     | Daño de chasis    |
| Ret | LMGTE Am    | 46  | Team Project 1            | Matteo Cairoli Nicolas Leutwiler Mikkel O. Pedersen      | Porsche 911 RSR-19            | M    | 77      | Daño por pinchazo |
| Ret | LMGTE Am    | 46  | Team Project 1            | Matteo Cairoli Nicolas Leutwiler Mikkel O. Pedersen      | Porsche 4.2 L Flat-6          | M    | 77      | Daño por pinchazo |

Fuente: FIA WEC.